# العنيزة (طور الباحة)

تعديل مصدري - تعديل

العنيزة هي إحدى قرى عزلة طور الباحة بمديرية طور الباحة التابعة لمحافظة لحج، بلغ تعداد سكانها 134 نسمة حسب تعداد اليمن لعام 2004.